# Boris Schnaiderman
Boris Schnaiderman (Umany, 1917. május 17. – São Paulo, 2016. május 18.) ukrajnai zsidó származású brazil műfordító, író, esszéista. Nyolcéves korában költözött Brazíliába, 1941-ben kapta meg az állampolgárságot. Munkássága során neves orosz írók, mint Dosztojevszkij, Tolsztoj és Babel művei fordította portugálra.